# Kesklinn
A Kesklinn (magyarul: Városközpont) Észtország fővárosának, Tallinnak az egyik kerülete (linnaosa). Területe 30,6 km². Lakossága 2014. november 1-jei állapot szerint 57 731 fő volt. Északról a Finn-öbölhöz tartozó Tallinni-öböl határolja. A kerület déli részén terül el az Ülemiste-tó, és hozzá tartozik a Tallinni-öbölben fekvő Aegna-sziget.
A kerületet az 1993-as közigazgatási reform során hozták létre négy másik kerülethez tartozó területekből. Ez a kerület ad helyet a legfontosabb észtországi intézményeknek és itt található az Óváros (Vanatallinn) is.